# Kamil Grosicki
Kamil Paweł Grosicki (Szczecin, el 8 de juny de 1988) és un futbolista professional polonès que juga com a lateral al Pogoń Szczecin. És internacional amb la selecció polonesa.